# Olt (županija)
Olt (IPA: [olt])  županija nalazi se u južnoj Rumunjskoj u povjesnoj pokrajini Munteniji. Glavni grad županije Olt je grad Slatina.

## Demografija
Po popisu stanovništva iz 2002. godine na prostoru županije Olt živjelo je 489.274 stanovnika, dok je prosječna gustoća naseljenosti 89 stan/km².
- Rumunji - 98.06%[1]
- Romi - 1.86%, i ostali.

| Godina | Ukupno stanovnika |
| ------ | ----------------- |
| 1948.  | 442.442           |
| 1956.  | 458.982           |
| 1966.  | 476.513           |
| 1977.  | 518.804           |
| 1992.  | 523.291           |
| 2002.  | 489.274           |

Županija Olt je ruralna županije 60% stanovništva živi na selu.

## Zemljopis
Županija Olt ima ukupnu površinu od 5.498 km ².
Županija se nalazi na području zapadnog dijela Rumunjskog Platoa. Rijeka Olt teče od sjevera prama jugu županije. Rijeka Olt i daje svoje ime županiji
Olt. Na jugu je rijeka Dunav koja oblikuje široke doline, s puno bara i malih kanala, koji su potopljeni za vrijeme visokih vodostaja.

#### Susjedne županije
- Teleorman (županija) na istoku.
- Dolj (županija) na zapadu.
- Argeș (županija) i Vâlcea (županija) na sjeveru.
- Pleven (provincija) u Bugarskoj na jugu.

## Gospodarstvo
Glavne gospodarske grane u županiji su:
- metalurgija,
- tvornica željeza,
- proizvodnja hrane i pića,
- tekstilna industrija,
- mehanička industriji.

Poljoprivreda je glavna gospodarska grana u županiji - preko 58% stanovništva ima poljoprivredu kao svoje glavno zanimanje. Proizvode se voće i povrće.

## Administrativna podjela
Županija Olt podjeljena je na dvije municipije, šest gradova i 104 općine.

### Municipiji
- Slatina - glavni grad; stanovnika: 87.608
- Caracal

### Gradovi
- Balș
- Corabia
- Drăgănești-Olt
- Piatra Olt
- Potcoava
- Scornicești

### Općine
| - Băbiciu - Baldovinești - Bălteni - Bărăști - Bârza - Bobicești - Brâncoveni - Brastavățu - Brebeni - Bucinișu - Cârlogani - Călui - Cezieni - Cilieni - Colonești - Corbu - Coteana - Crâmpoia - Cungrea | - Curtișoara - Dăneasa - Deveselu - Dobrețu - Dobrosloveni - Dobroteasa - Dobrun - Drăghiceni - Făgețelu - Fălcoiu - Fărcașele - Găneasa - Găvănești - Gârcov - Giuvărăști - Ghimpețeni - Gostavățu - Grădinari - Grădinile | - Grojdibodu - Gura Padinii - Ianca - Iancu Jianu - Icoana - Ipotești - Izbiceni - Izvoarele - Leleasca - Mărunței - Mihăești - Milcov - Morunglav - Movileni - Nicolae Titulescu - Obârșia - Oboga - Oporelu - Optași-Măgura | - Orlea - Osica de Sus - Osica de Jos - Pârșcoveni - Perieți - Pleșoiu - Poboru - Priseaca - Radomirești - Redea - Rotunda - Rusănești - Sâmburești - Sârbii-Măgura - Scărișoara - Schitu - Seaca - șerbănești - Slătioara | - șopârlița - Spineni - Sprâncenata - ștefan cel Mare - Stoenești - Stoicănești - Strejești - Studina - Tătulești - Teslui - Tia Mare - Topana - Traian - Tufeni - Urzica - Vădastra - Vădăstrița - Vâlcele - Valea Mare | - Văleni - Verguleasa - Vișina - Vișina Nouă - Vitomirești - Vlădila - Voineasa - Vulpeni - Vulturești |